# Meyomessala
Meyomessala es una comuna camerunesa perteneciente al departamento de Mfoundi de la región del Sur.
En 2005 tiene 31 366 habitantes, de los que 1283 viven en la capital comunal homónima.
Se ubica en el noreste de la región.

## Localidades
Comprende, además de Meyomessala, las siguientes localidades:
- Akok
- Akom-Ndong
- Alen
- Andom
- Anvom
- Anyungan
- Assok
- Biba
- Biba-Yezoum
- Bibas
- Biboulemam
- Bidjong
- Bingong
- Bisso'o
- Bite'eboe
- Bitye
- Biyebe
- Ebang
- Ebezom
- Ebolakounou
- Edjom
- Efoulan I
- Efoulan I-Yassaman
- Ekok
- Ekong
- Ellé
- Endam-Yembong
- Enyeng
- Essone
- Essong
- Fibot
- Kalle
- Koum-Yetotan
- Kout
- Kpwe
- Loum
- Mbanlam
- Mbe'elon
- Mebame
- Mekalat
- Mekin
- Mekomo
- Melan
- Melok
- Memvae
- Mengom
- Mengon
- Messila
- Messok
- Meyomakot
- Meyos-Yemvak
- Meyos-Yemvam
- Meyos-Yetyang
- Meza'a
- Mimbang
- Minko
- Mintima
- Mvan-Bisson
- Mvia
- Mvomeka’a
- Ndibissong
- Ndjabem
- Ndjikom
- Ndjom-Yékombo
- Ndonkol
- Ngat
- Ngoasse
- Ngoundou
- Nkae
- Nko
- Nko'o Ntonda
- Nkoldja
- Nkolebo'o
- Nkolenyeng
- Nkolessam
- Nkolessas
- Nkomo
- Nkong-Mekak
- Nkout
- Nlobesse'e
- Nnemeyong I
- Nnemeyong III
- Nye'ele
- Olong
- Oveng-Si
- Samarie
- Tatying
- Tekmo
- Yem-Yemfeck
- Yous
- Zoumeyo